# Lusofilia
Lusofilia, ou lusitanofilia, é a amizade e a simpatia em relação a Portugal, à cultura e ao povo desse país. A palavra deriva da junção de "luso-" (representando Lusitânia, uma antiga província romana correspondente, inclusive, aos atuais Centro e Sul de Portugal) e "-filia" (do grego φιλíα - "afeto"). O sentimento oposto é lusofobia.
Os sentimentos lusófilos - bem como os lusófobos - são recorrentes em ex-colónias portuguesas, como o Brasil, Angola e Cabo Verde. Outra região em que se tem fortalecido o pensamento lusófilo há décadas é a Europa Oriental, em especial a Roménia.
A lusofilia foi também um movimento cultural no Brasil do início do século XX.